# Беркгайм
Беркгайм (нім. Berkheim) — громада в Німеччині, знаходиться в землі Баден-Вюртемберг. Підпорядковується адміністративному округу Тюбінген. Входить до складу району Біберах.
Площа — 24,98 км2. Населення становить 2983 ос. (станом на 31 грудня 2020).